# Wanthai aus Thailand
Wanthai aus Thailand (Originaltitel: Noy bor i Thailand) ist der Titel eines Buches der schwedischen Schriftstellerin Astrid Lindgren, mit den Fotos von Anna Riwkin-Brick. 1966 erschien das Buch bei Rabén & Sjögren. Ein Jahr später brachte der Oetinger Verlag das Buch auch in Deutschland heraus. Wanthai heißt im Original und in vielen anderen Übersetzungen Noy.

## Inhalt
Wanthai lebt mit ihren Eltern in Thailand in einem kleinen Dorf in der Nähe von Bangkok. Zu gerne möchte Wanthai mal in die Großstadt fahren. Doch ihre Eltern finden, dass sie noch zu klein dafür ist. Umso erfreuter ist Wanthai als ihr Vater sie tatsächlich eines Tages mitnehmen möchte. Zusammen fahren die beiden auf dem Floß dorthin. Da Wanthais Vater einige Erledigungen machen muss, soll Wanthai so lange am Floß auf ihn warten. Doch Wanthai findet die Stadt zu aufregend, um dort stehenzubleiben und sie verlässt den Platz. Als Wanthai hungrig wird, möchte sie zu dem Floß ihres Vaters zurückkehren. Doch sie findet den Weg dorthin nicht. Nach einer langen Suche in der Stadt kommt sie zu einem Tempel. Sie betet, dass sie ihren Vater wiederfindet, doch gleichzeitig ist sie so erschöpft, dass sie an Ort und Stelle einschläft. Als sie aufwacht und aus dem Tempel hinausgeht sieht sie ihren Vater dort stehen. Dieser hatte sich schon große Sorgen um sie gemacht. Er nimmt Wanthai mit nach Hause. Auf dem Weg dahin erklärt Wanthai, dass Bangkok gut in zweierlei Hinsicht sei, es sei gut dahin zu kommen, aber genauso gut wieder zu gehen.

## Hintergrund
Wanthai aus Thailand ist das elfte von insgesamt 15 Büchern aus der Reihe Kinder unserer Erde. Die Geschichte basiert auf wahren Begebenheiten. Allerdings wurden einige Dinge geändert. In Schweden wurde das Buch 1966 erstmals  bei  Rabén & Sjögren veröffentlicht. Während das Mädchen im Deutschen Wanthai heißt, wird es im Original und auch der englischen Übersetzung Noy genannt.
Außerdem wurde das Buch in viele verschiedene Sprachen übersetzt, darunter Englisch, Deutsch und Hebräisch. In Israel war die Serie Kinder unserer Erde, zu der auch Wanthai aus Thailand gehört, ein großer Erfolg. Letzterer basierte auch auf den Übersetzungen der Dichterin Leah Goldberg. 2015 gab es in Israel eine Neuauflage des Buches.

## Rezeption
Readingastrid findet, dass Wanthai aus Thailand eine der besten Geschichten aus der Reihe Kinder unserer Erde sei. Es sei eine einfache, aber auch interessante und süße Geschichte. Wanthai als Charakter mache Spaß. Außerdem sei die Geschichte auch noch für Kinder heutzutage ansprechend!
Sipurpashut.com bezeichnet das Buch als eine Art Klassiker für mehrere Generationen. In diesem Buch würden die Kinder den Alltag eines Mädchens in Thailand kennenlernen, indem Wanthai ihre Familie und ihr Zuhause präsentiert und mit ihrem Vater nach Bangkok reist.

## Ausgaben
- Noy bor i Thailand, Rabén & Sjögren, 1966, schwedische Ausgabe
- Noy lives in Thailand, The Macmillan Company, 1967, US-amerikanische Ausgabe
- Wanthai aus Thailand, Oetinger Verlag, 1967, deutsche Ausgabe, ins Deutsche übersetzt von Silke von Hacht